# William Heinesen
Andreas William Heinesen (ur. 15 stycznia 1900 w Thorshavn, zm. 12 marca 1991 tamże) – farerski pisarz, kompozytor, malarz i poeta, uznawany za jednego z najwybitniejszych twórców literatury w swym kraju.

## Kariera pisarska
Mimo iż uważał się za Farera, William Heinesen pisał w języku duńskim, który na Wyspach Owczych do dzisiaj jest – obok farerskiego – językiem urzędowym. Na wybór duńskiego jako języka literackiego wpłynąć mógł także fakt, iż matka Heinesena była Dunką, zaś on sam wiele lat spędził w Danii, gdzie m.in. uczył się w wyższej szkole handlowej. Akcja większości utworów Heinesena rozgrywa się w stolicy Wysp Owczych, Thorshavn, które Heinesen często nazywa „pępkiem świata”. W swej twórczości Heinesen często stosuje kontrasty, zestawiając światło i ciemność, budowanie i niszczenie, dobro i zło. Jego bohaterowie stawiani są zazwyczaj w sytuacji trudnych wyborów moralnych. Często ponoszą konsekwencje własnych czynów, które mogą prowadzić do klęski, nawet gdy decyzje podejmowane są ze szlachetnych pobudek. Motywem, po który Heinesen chętnie sięga, jest ingerencja sił nadnaturalnych.

### Publikacje
Pierwszy zbiór poezji Heinesen wydał w 1921. Niedługo później ukazały się trzy kolejne nim ukazała się jego pierwsza powieść – Burzliwy brzask (duń. Blæsende gry). Kolejna, wydana cztery lata później i zatytułowana Noatún, niosła ze sobą przesłanie polityczne – solidarność jest kluczem ku dobremu społeczeństwu. Kolejną książką była opublikowana w 1949 powieść Czarny kocioł (duń. Den sorte gryde, pol. przekład 1968). Porusza ona problem konfrontacji dekadenckiego życia z religijną histerią. Wydani w 1950 Zagubieni grajkowie (duń. De fortabte spillemænd) unikają problematyki społecznej. Następną powieścią były Wyspy Dobrej Nadziei (duń. Det gode Haab, 1964, polskie wydanie w 1974). Głównym bohaterem jest Peder Børresen, wzorowany na historycznej postaci Lucasa Debesa, duńskiego księdza, kartografa, który w pierwszej połowie XVI wieku stworzył jedną z pierwszych map archipelagu Wysp Owczych.

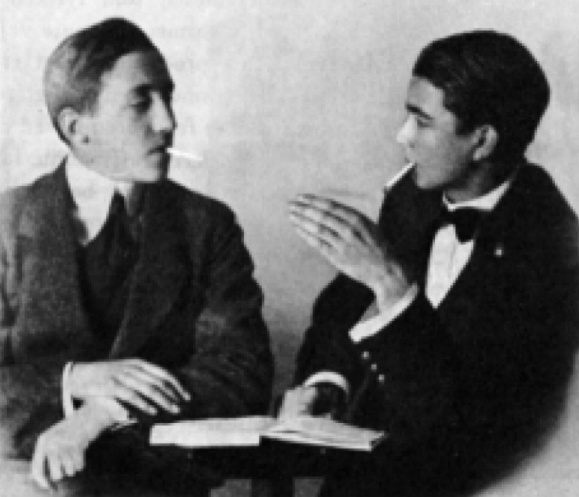
Jørgen-Frantz Jacobsen i William Heinesen w 1918 roku

Oprócz powieści Heinesen pisał również opowiadania, takie jak: Zaczarowane światło (duń. Det fortryllede lys, 1957), Opętanie Gamaliela (duń. Gamaliels besættelse, 1960) czy Klątwa złych duchów (duń. Kur mod onde ånder). Niektóre z opowiadań zostały przełożone na język polski i opublikowane w zbiorze Zaczarowane światło, wydanym w 1970 roku.
Heinesen był przyjacielem Jørgena-Frantza Jacobsena, zasłużonego dla rozwoju współczesnej literatury farerskiej. Pomógł mu w edycji kilku jego dzieł. Do dziś obaj pisarze są uznawani za najważniejszych twórców literatury na Wyspach Owczych.

### Nagrody
W 1964 r. William Heinesen otrzymał nagrodę literacką Rady Nordyckiej za powieść Wyspy Dobrej Nadziei, w której podjął się trudnego zadania stylizacji na siedemnastowieczny język duński. Jest jednym z dwóch Farerczyków, którym przyznano to wyróżnienie.
Gdy w 1981 rozległy się pogłoski, iż może otrzymać literacką nagrodę Nobla, Heinesen napisał do Akademii Szwedzkiej list, w którym zrzekł się swej kandydatury, wyjaśniając to słowami: (…) język farerski stworzył świetną literaturę i byłoby bardzo rozsądnie przyznać Nagrodę Nobla osobie piszącej po farersku. Gdyby przyznano ją mnie, otrzymałby ją autor piszący po duńsku, a w rezultacie zadano by cios próbom stworzenia niezależnej kultury farerskiej (…).

### Twórczość

#### Powieści
- Burzliwy brzask (Blæsende Gry) – 1934
- Noatún – 1938
- Czarny kocioł (Den sorte gryde) – 1949, wyd. polskie 1968
- Zagubieni grajkowie (De fortabte spillemænd) – 1950
- Królestwo ziemskie (Moder Syvstjerne) – 1952
- Wyspy Dobrej Nadziei (Det gode håb) – 1964, wyd. polskie 1974
- Wieża na szczycie świata (Tårnet ved verdens ende) – 1976

#### Zbiory wierszy
- Arktyczne elegie i inne wiersze (Arktiske Elegier og andre Digte) – 1921
- Sianokosy na morzu (Høbjergningen ved Havet) – 1924
- Pieśni ku otchłani wiosny (Sange mod Vaardybet) – 1927
- Zbudzenie gwiazd (Stjernerne vaagner) – 1930
- Ciemne słońce (Den dunkle Sol) – 1936
- Wiersze wybrane (Digte i udvalg) – 1955
- Hymny i pieśni o oburzeniu (Hymne og harmsang) – 1961
- Panorama z tęczą (Panorama med regnbue) – 1972
- Sen zimowy. Wiersze wybrane 1920-30 (Vinterdrøm. Digte i udvalg 1920-30) – 1983
- Wiersze kompletne (Samlede digte) – 1984
- Wiersze (Digte) – 1990

#### Zbiory opowiadań
- Zaczarowane światło (Det fortryllede lys) – 1957, wyd. polskie 1970
- Opętanie Gamaliela (Gamaliels besættelse) – 1960
- Klątwa złych duchów (Kur mod onde ånder) – 1967
- Don Juan z fabryki tranu (Don Juan fra Tranhuset) – 1970
- Opowieści z Thorshavn (Fortællinger fra Thorshavn) – 1973
- Gyrla i inne historie (Grylen og andre noveller) – 1978
- Niech stanie się taniec (Her skal danses) – 1980
- Laterna magica – 1985

Opowiadanie Williama Heinesena Ogród Szaleńca zostało wydane w Polsce w 1976 roku w zbiorze Anegdoty losu: Antologia nowel i opowiadań duńskich.